# Daws Butler
Daws Butler, nascido Charles Dawson Butler (Toledo, 16 de novembro de 1916 — Culver City, 18 de maio de 1988) foi um dublador norte-americano. Criou as vozes de muitos personagens famosos de desenho animado, tendo trabalhado por muitos anos com personagens da Hanna-Barbera.